# Strażnica KOP „Hurnowicze”

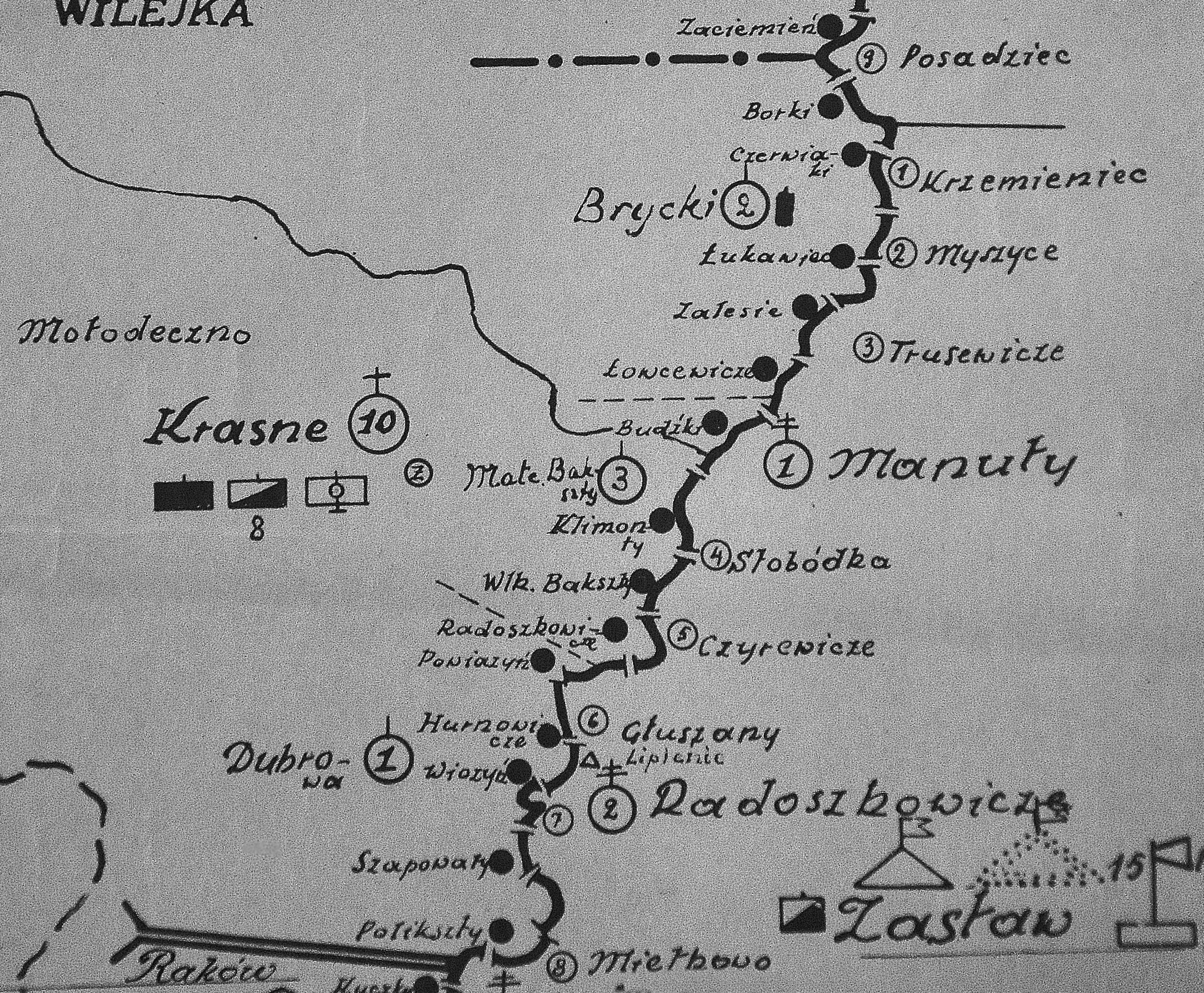
Rozmieszczenie batalionu KOP „Krasne” w 1931

Strażnica KOP „Hurnowicze” – zasadnicza jednostka organizacyjna Korpusu Ochrony Pogranicza pełniąca służbę ochronną na granicy polsko-sowieckiej.

## Formowanie i zmiany organizacyjne
W 1924, w składzie 3 Brygady Ochrony Pogranicza, został sformowany 10 batalion graniczny. W 1928 w skład batalionu wchodziło 17 strażnic. Strażnica KOP „Hurnowicze” w latach 1928–1934 znajdowała się w strukturze 1 kompanii KOP „Dubrowa” . W komunikacie dyslokacyjnym z 1938 nie występuje. Strażnica liczyła około 18 żołnierzy i rozmieszczona była przy linii granicznej z zadaniem bezpośredniej ochrony granicy państwowej.
W 1932 obsada strażnicy zakwaterowana była w budynku popolicyjnym.

## Służba graniczna
Podstawową jednostką taktyczną Korpusu Ochrony Pogranicza przeznaczoną do pełnienia służby ochronnej był batalion graniczny. Odcinek batalionu dzielił się na pododcinki kompanii, a te z kolei na pododcinki strażnic, które były „zasadniczymi jednostkami pełniącymi służbę ochronną”, w sile półplutonu. Służba ochronna pełniona była systemem zmiennym, polegającym na stałym patrolowaniu strefy nadgranicznej, wystawianiu posterunków alarmowych, obserwacyjnych i kontrolnych stałych, patrolowaniu i organizowaniu zasadzek w miejscach rozpoznanych jako niebezpieczne, kontrolowaniu dokumentów i zatrzymywaniu osób podejrzanych, a także utrzymywaniu ścisłej łączności między oddziałami i władzami administracyjnymi. Strażnice KOP stanowiły pierwszy rzut ugrupowania kordonowego Korpusu Ochrony Pogranicza.
Strażnica KOP „Hurnowicze” w 1932 ochraniała pododcinek granicy państwowej szerokości 4 kilometrów 146 metrów od słupa granicznego nr 587 do 595.
Wydarzenia:
- W meldunku sytuacyjnym z 22 stycznia 1925 napisano:

21 stycznia 1925 o godz. 17.00 sowiecki oficer straży granicznej wywołał dowódcę strażnicy i powiedział, że sowiecki komendant brygady stacjonującej w Zasławiu chciałby spotkać się 22 stycznia o godz. 12.00 z dowódcą polskiego odcinka. Oficer przekazał również informację, że sowiecki posterunek naprzeciwko Radoszkowicz zauważył w tym dniu przemieszczający się w lesie oddział składający się z 20 konnych i tylu samych pieszych z karabinami maszynowymi na wozach. Uważano tę informację za prowokację, ponieważ polskie posterunki oprócz patroli sowieckich nikogo nie zauważyły.
- W meldunku sytuacyjnym z 27 stycznia 1925 napisano:

25 stycznia 1925 o godz. 16.00 naprzeciw strażnicy po sowieckiej stronie w rejonie wsi Majorowszczyzna słychać było strzały.
- W meldunku sytuacyjnym z 30 stycznia 1925 napisano:

28 stycznia 1925 o godz. 19.40 podczas przekraczania granicy przyłapano sowieckiego wywiadowcę Wasyla Baranowa, który podczas zatrzymania strzelał do naszej zasadzki z pistoletu Nagan. Również dwóch funkcjonariuszy sowieckich, którzy odprowadzali Baranowa oddało kilka strzałów w stronę naszych ludzi. Baranow ranny w głowę od uderzenia, mimo stawiania zbrojnej obrony został przychwycony i doprowadzony do dowództwa odcinka. Z naszej strony strat nie ma.
Sąsiednie strażnice:
- Strażnica KOP „Powiazyń” ⇔ Strażnica KOP „Wiazyń” - 1928[2], 1929[3], 1931[4] , 1932[5], 1934[6]